# Урей

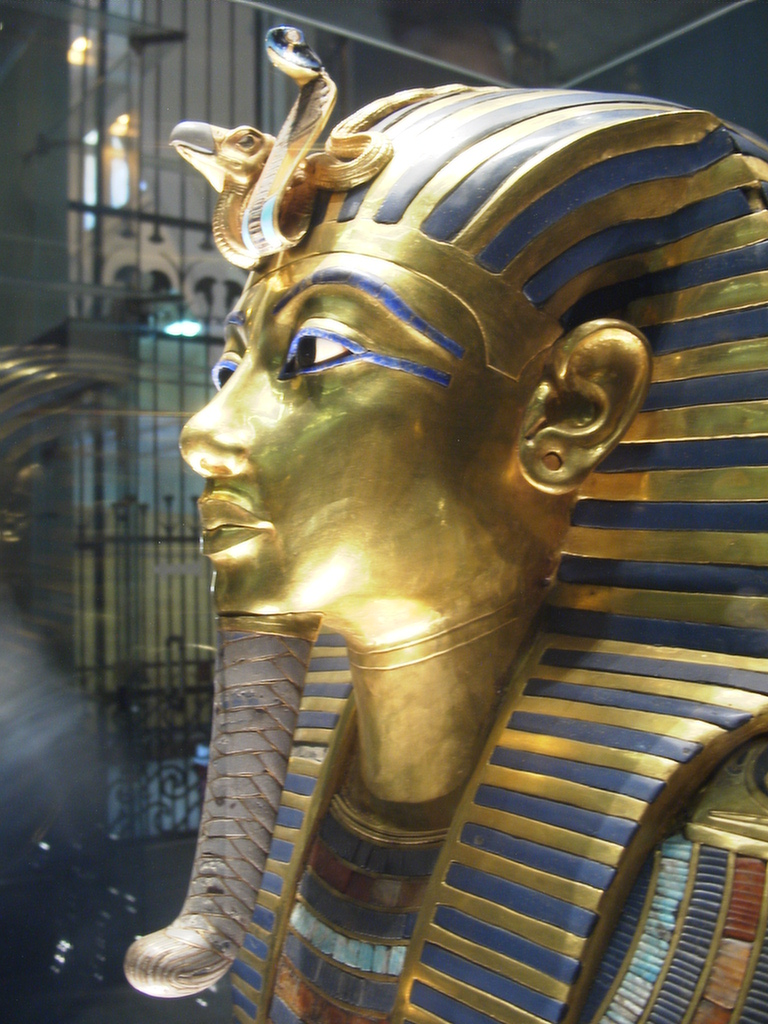
Урей на лобі маски Тутанхамона

У́рей (від дав.-гр. οὐραῖος, яке походить від єгип. jʿr.t (iaret, «ярет») — «кобра що стоїть») — річ царського убору фараонів, яка являла собою вертикальне, часом вельми стилізоване зображення богині-кобри Ваджет — покровительки Нижнього Єгипту, що кріпиться на лобі. Поруч з уреєм часто розташовували зображення богині-шуліки Нехбе — покровительки Верхнього Єгипту. Разом вони символізували єдність єгипетської держави.
У XIX столітті царський урей був відомий єгиптологам тільки по зображенням, причому припускалося, що урей переходив від фараона до фараона в спадщину. У 1919 р. при розкопках в Саккарі був виявлений урей фараона Сенусерта II, виконаний з цілісного злитка золота з вставками з граніту, сердоліку, бірюзи та лазуриту. Ще один справжній царський урей був знайдений три роки по тому в гробниці Тутанхамона.
З уреєм на лобі зображували не тільки фараонів, але й богинь, що відбивали ті чи інші аспекти богині Ваджет (зокрема, Баст), а також наділених царською владою богів Хора та Сета.

## Галерея

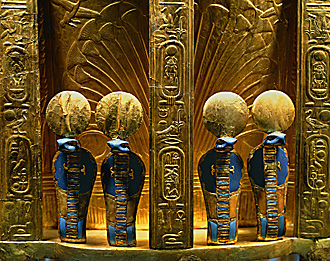
Трон Тутанхамона
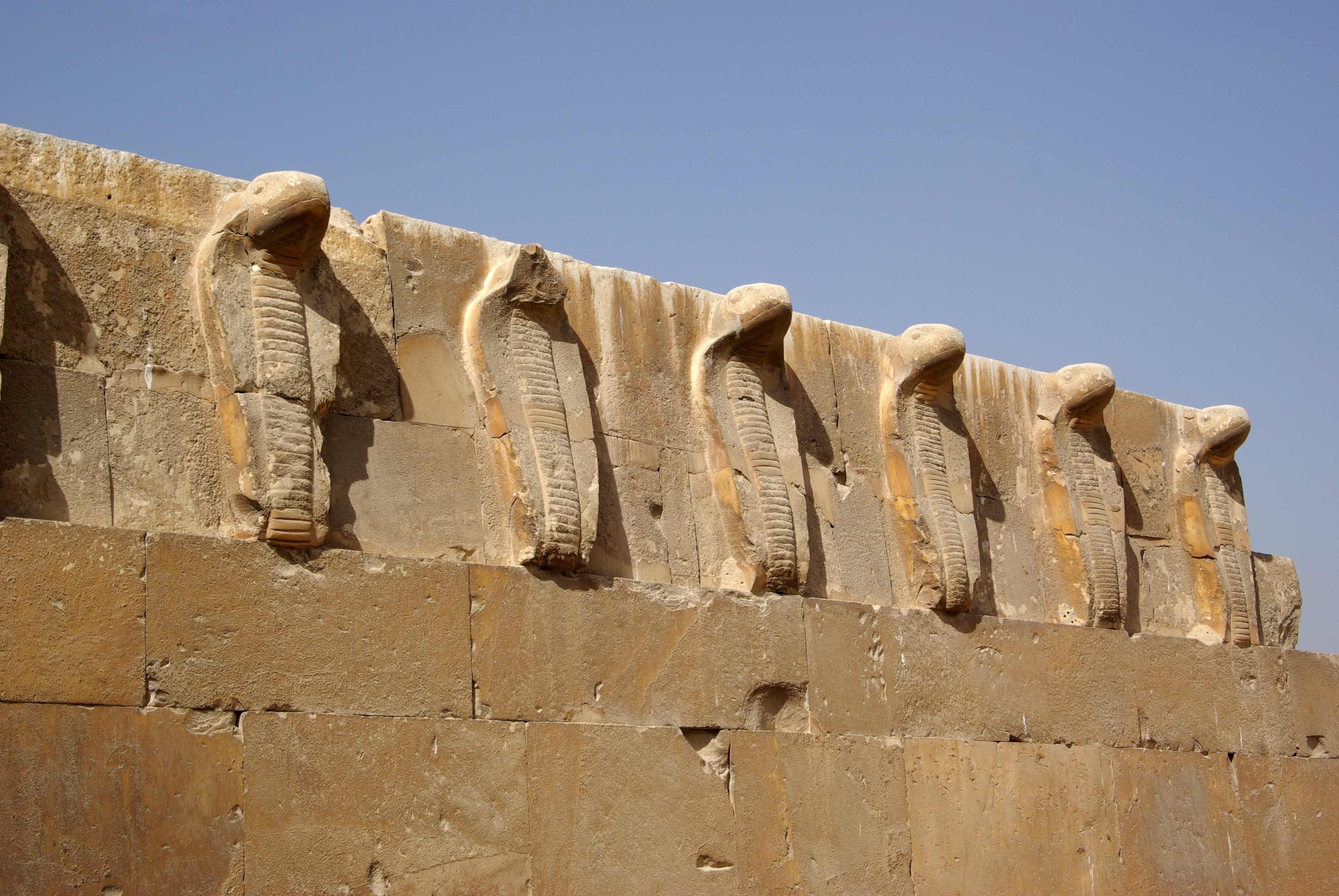
Саккара
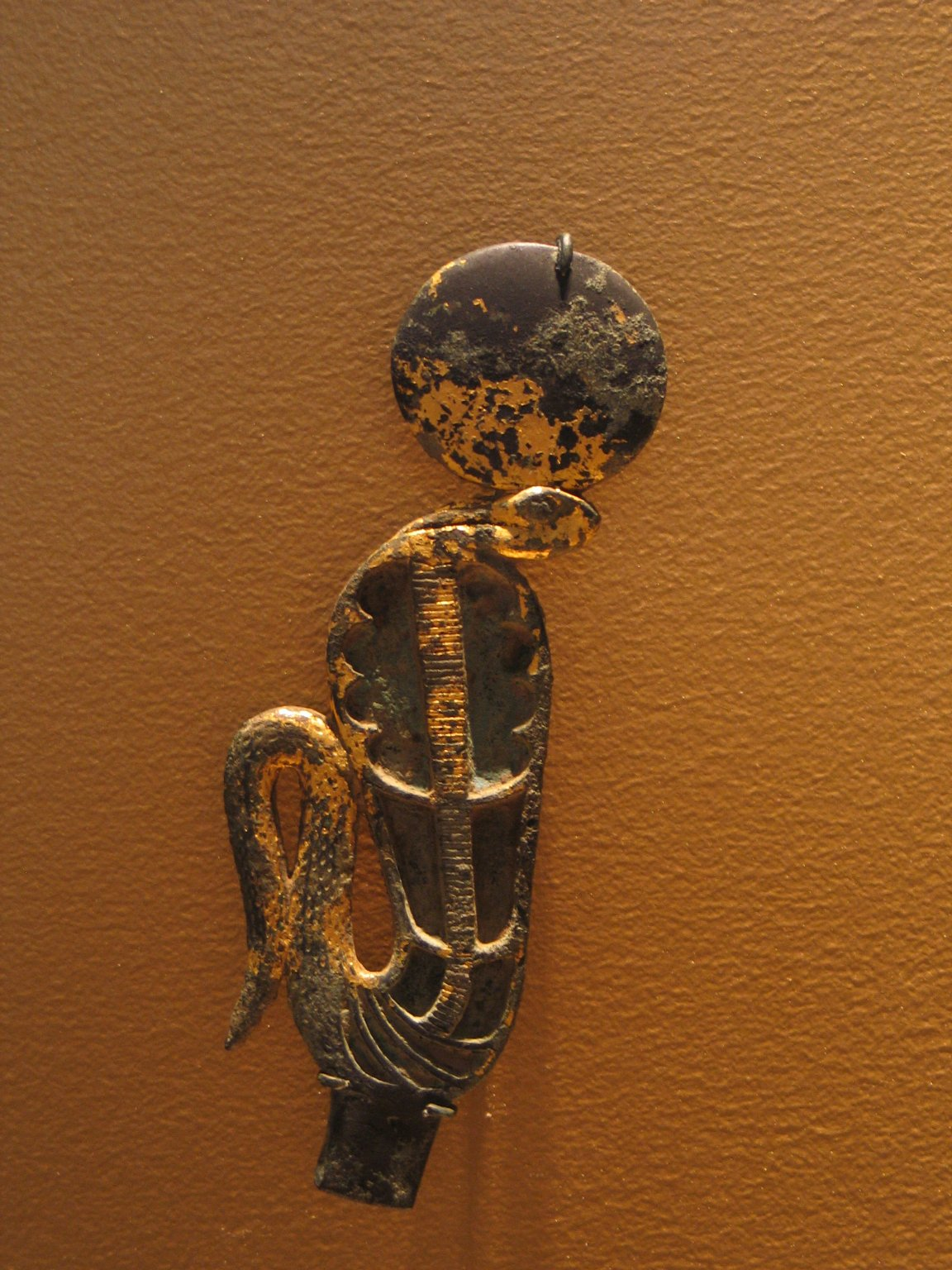
Урей з сонячним диском
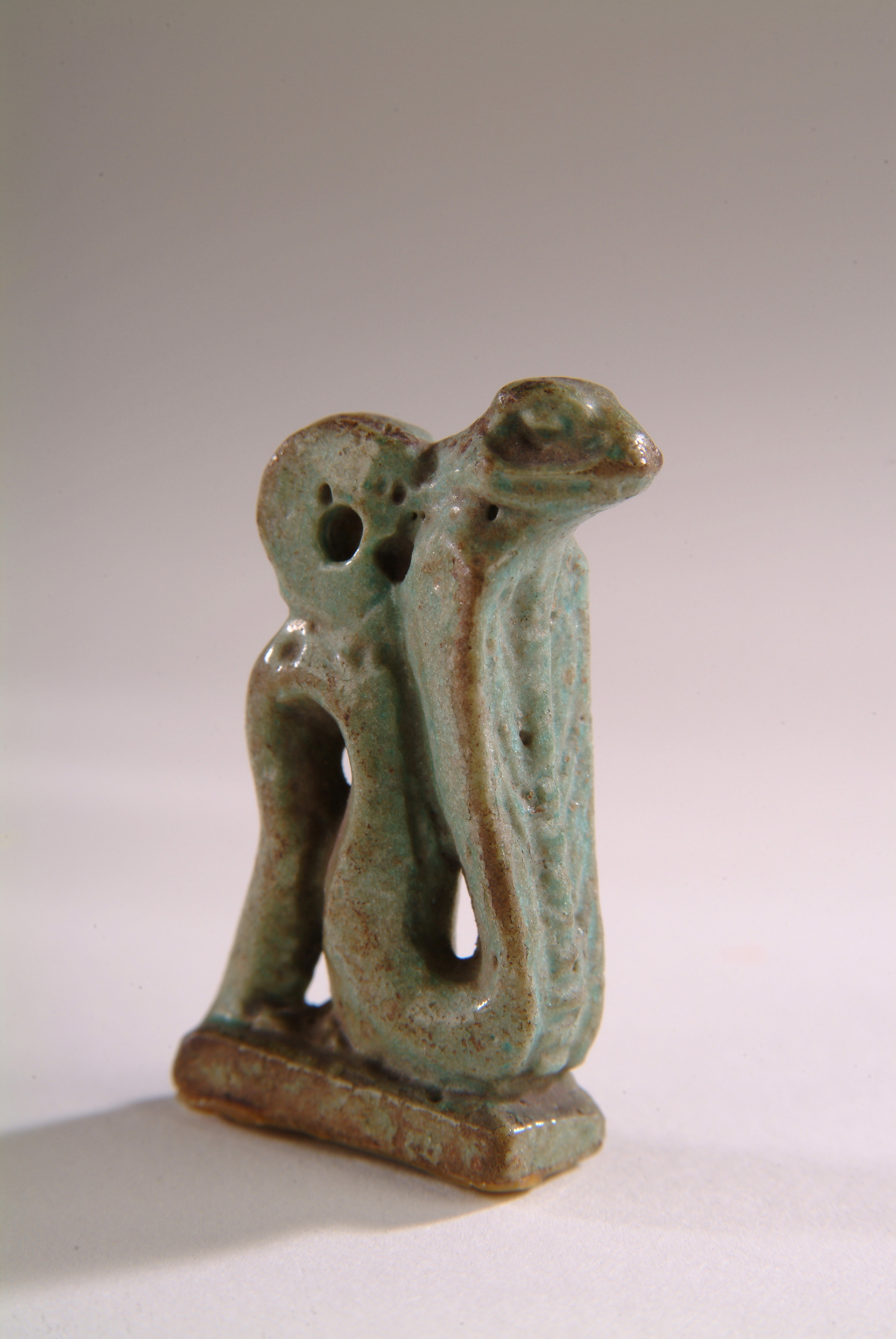
Зелений глазурований амулет
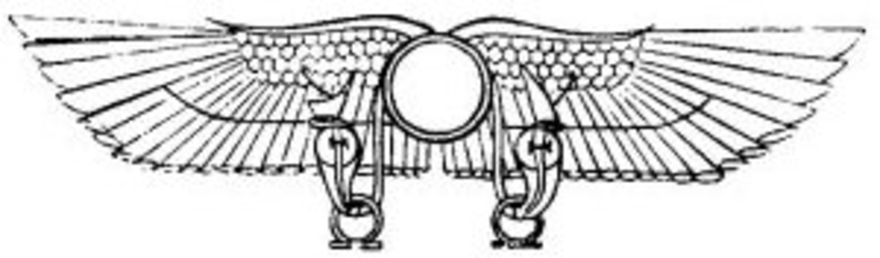
Крилате сонце
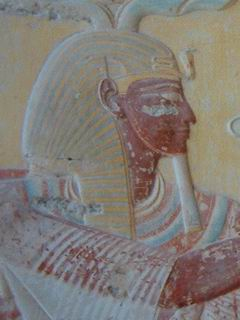
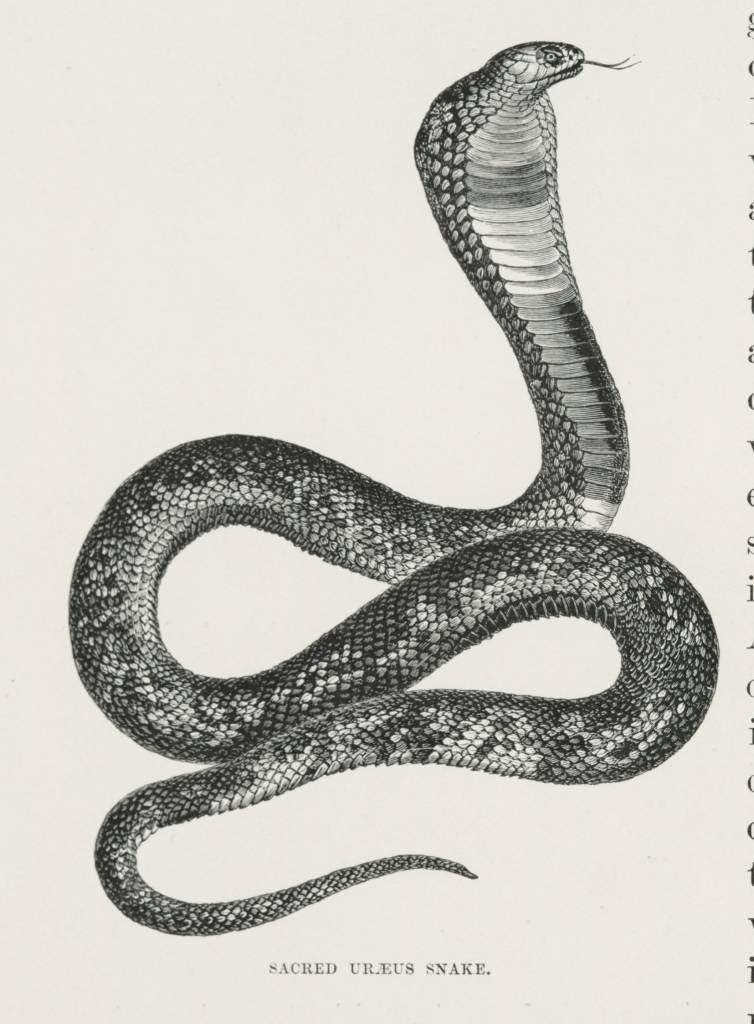
Священна змія
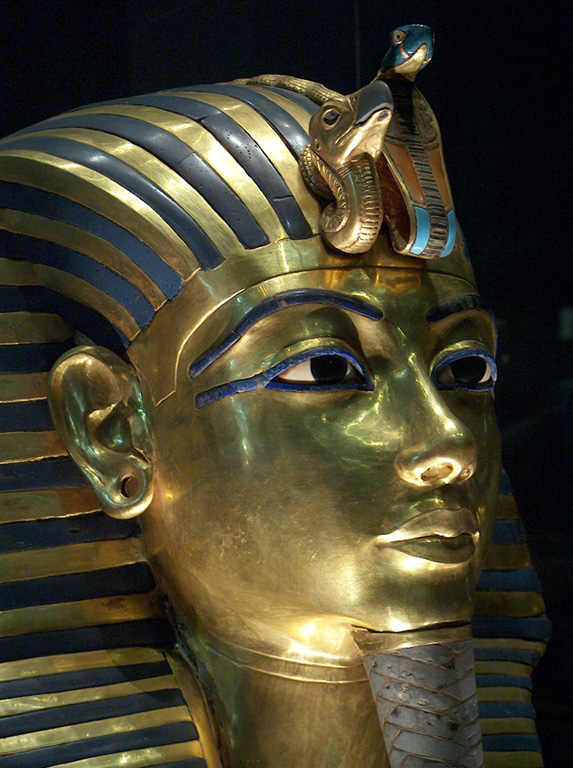
Тутанхамон